# Sister (漫畫)
《Sister》是由擔任原作、繪畫的日本漫畫，2018年8月9日至2021年12月16日於漫畫應用程式「Manga Box」（マンガボックス）連載。改編真人電視劇由2022年10月20日起於日本電視系「讀賣電視台週四連續劇」時段播映，山本舞香、瀧本美織雙主演。

## 電視劇

### 演員列表
- 三好凪沙：山本舞香
- 三好沙帆：瀧本美織
- 麻倉陽佑：溝端淳平
- 羽瀨昊汰：佐藤大樹

## 外部連結
- 電視劇官方網站（日語）